# (127546) 2002 XU93
(127546) 2002 XU93 ist ein Asteroid, der am 4. Dezember 2002 am Kitt Peak Spacewatch von M. W. Buie entdeckt wurde und zur Gruppe der Transneptunischen Objekte gehört. Der Asteroid läuft auf einer exzentrischen Bahn in 557 Jahren um die Sonne. Seine Bahnexzentrizität beträgt 0,69, wobei diese 77,93° gegen die Ekliptik geneigt ist. Bis zur Entdeckung des 2008 KV42 (Drac) war er der Planetoid unseres Sonnensystems mit der höchsten bekannten Bahnneigung.
Im Jahre 2010 wurde eine Publikation veröffentlicht, in der auch die Oberflächenfarben von (127546) 2002 XU93, dem Besucher aus der Oort’schen Wolke (342842) 2008 YB3 sowie 2008 KV42 untersucht wurden. Dabei stellte sich heraus, dass alle drei mäßig rot gefärbt sind.